# Perth
Perth (IPA [ˈpʰɜːθ]) è la capitale dell'Australia Occidentale.
È la quarta città più popolosa d'Australia nonché la più popolosa della costa occidentale del Paese, e il suo nome è un omaggio alla città di Perth in Scozia.

## Geografia fisica

### Territorio
Perth si estende lungo i fiumi Swan e Canning, tra l'Oceano Indiano a ovest e le antiche Darling Ranges a est.
La città si trova agli antipodi geografici di Hamilton, capitale di Bermuda.

### Clima
Perth ha un clima temperato. L'estate è calda, ma secca, e si estende da dicembre a marzo, con febbraio come mese generalmente più caldo. Gli esperti classificano l'area di Perth come clima mediterraneo. Gli inverni, infatti, sono di solito moderatamente temperati.
La tabella qui sotto dà un'illustrazione delle distribuzioni stagionali delle temperature.
| PERTH REGIONAL OFFICE              | Mesi | Mesi | Mesi | Mesi | Mesi  | Mesi  | Mesi  | Mesi  | Mesi | Mesi | Mesi | Mesi | Stagioni | Stagioni | Stagioni | Stagioni | Anno  |
| PERTH REGIONAL OFFICE              | Gen  | Feb  | Mar  | Apr  | Mag   | Giu   | Lug   | Ago   | Set  | Ott  | Nov  | Dic  | Est      | Aut      | Inv      | Pri      | Anno  |
| ---------------------------------- | ---- | ---- | ---- | ---- | ----- | ----- | ----- | ----- | ---- | ---- | ---- | ---- | -------- | -------- | -------- | -------- | ----- |
| T. max. media (°C)                 | 29,7 | 30,0 | 28,0 | 24,6 | 20,9  | 18,3  | 17,4  | 18,0  | 19,5 | 21,4 | 24,6 | 27,4 | 29,0     | 24,5     | 17,9     | 21,8     | 23,3  |
| T. min. media (°C)                 | 17,9 | 18,1 | 16,8 | 14,3 | 11,7  | 10,4  | 9,0   | 9,2   | 10,3 | 11,7 | 14,0 | 16,3 | 17,4     | 14,3     | 9,5      | 12,0     | 13,3  |
| Precipitazioni (mm)                | 8,6  | 13,3 | 19,3 | 45,5 | 122,7 | 182,4 | 172,9 | 134,6 | 79,9 | 54,5 | 21,7 | 13,9 | 35,8     | 187,5    | 489,9    | 156,1    | 869,3 |
| Giorni di pioggia                  | 1,5  | 1,7  | 2,6  | 5,5  | 10,8  | 14,5  | 15,2  | 13,9  | 10,9 | 7,9  | 4,0  | 2,5  | 5,7      | 18,9     | 43,6     | 22,8     | 91,0  |
| Eliofania assoluta (ore al giorno) | 10,6 | 10,0 | 8,9  | 7,3  | 5,9   | 4,9   | 5,3   | 6,2   | 7,2  | 8,4  | 9,8  | 10,6 | 10,4     | 7,4      | 5,5      | 8,5      | 7,9   |

## Storia

### Origini
Il luogo su cui sorge oggi Perth è stato occupato per migliaia di anni da gruppi della tribù Nyoongar. Di essi, e dei loro antenati, si hanno tracce risalenti a circa 40.000 anni fa.

### XVII secolo
Nel dicembre del 1696 tre navi della flotta comandata da Willem de Vlamingh - il Nijptangh, il Geelvinck e l'Het Weseltje - ancorarono al largo di Rottnest Island. Il 5 gennaio 1697 un gruppo ben armato sbarcò nei pressi dell'attuale Cottesloe Beach e marciò verso est in direzione del fiume Swan vicino a Freshwater Bay. Quindi cercò di avvicinarsi ad alcuni Nyoongar per chiedere loro del destino dei sopravvissuti della Ridderschap van Hollant dispersa nel 1694, ma senza successo. Alla fine costoro navigarono verso nord, non prima che de Vlamingh avesse dato il nome Swan al fiume.

### Fondazione
Perth fu fondata nel 1829 come colonia sul fiume Swan, ma crebbe molto lentamente fino al 1850, quando i galeotti furono portati qui per sopperire alla carenza di manodopera. Molti dei bei palazzi di Perth, quali la Government House e la Perth Town Hall, furono costruiti grazie al lavoro dei condannati. Nonostante ciò lo sviluppo di Perth fu inferiore a quello delle altre città dell'est, fino a che la scoperta dell'oro negli anni '90 dell'Ottocento fece aumentare la popolazione di quattro volte in un decennio, dando inizio al boom edilizio.

## Economia

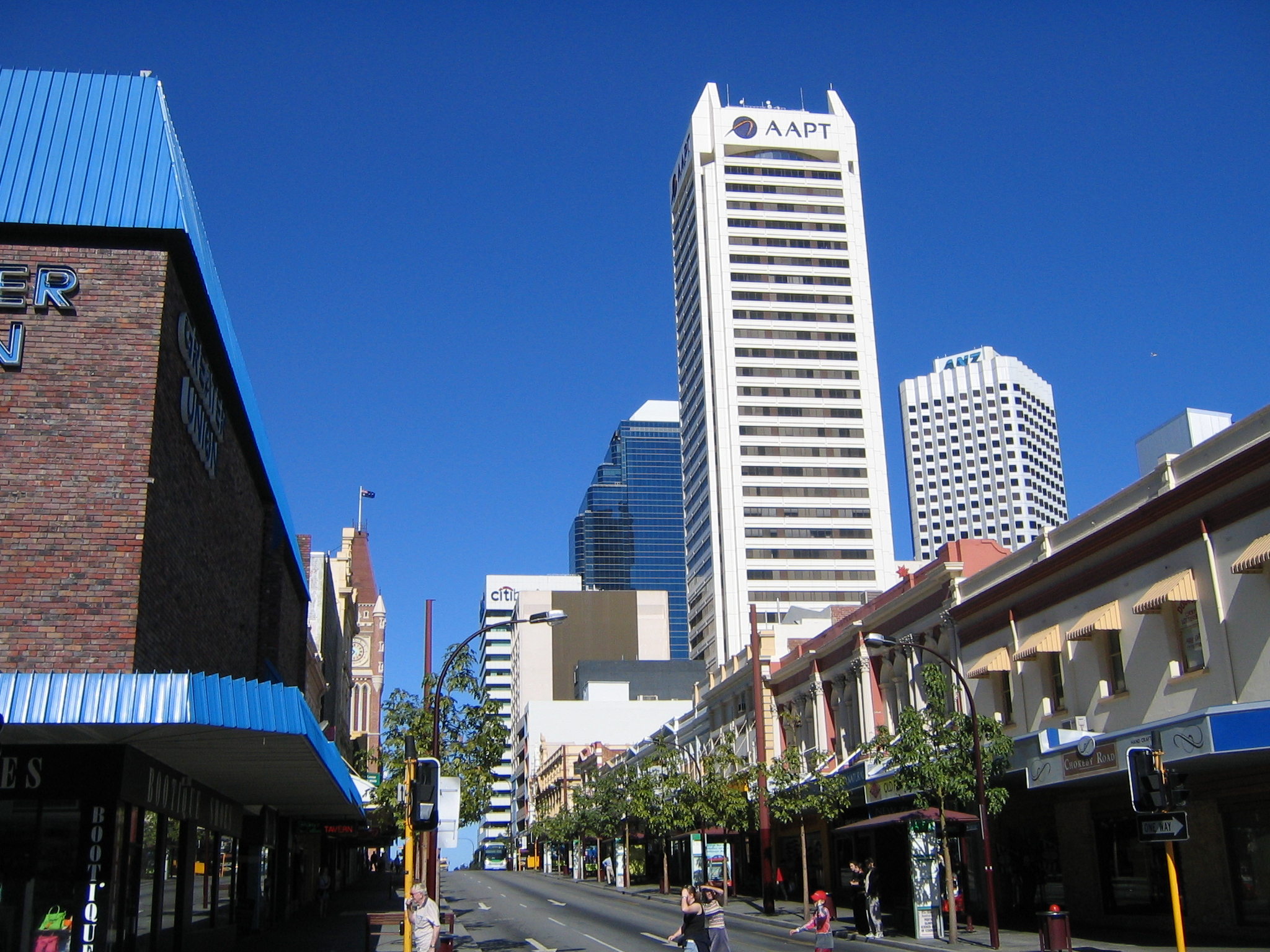
Barrack Street

La ricchezza di minerali dell'Australia Occidentale ha senza dubbio contribuito alla crescita di Perth, e intorno al 1980 la città incarnò l'ossessione del guadagno veloce di quel decennio. Un gruppo di imprenditori promosse un'immagine di Perth come di un luogo dove chiunque poteva diventare milionario. Clamorosa fu la caduta in disgrazia di Alan Bond, il magnate della birra che divenne famoso per la vittoria a sorpresa della barca da lui finanziata, Australia II, all'America's Cup del 1983. Gli scandali politici e sindacali che hanno fatto tremare la città in anni recenti si sono aggiunti alla cattiva fama di Perth. Negli anni novanta, il governo liberale di Richard Court ha tenuto a lungo il potere e ha accompagnato la capitale dell'Australia occidentale ad un boom edilizio simile a quello di altre città australiane. Fin dal XIX secolo Perth è la capitale australiana dell'industria tessile e vi hanno sede le maggiori imprese del settore.
Negli ultimi anni Perth è diventato il centro più importante dell'Australia per l'esportazione di risorse minerarie verso la Cina.

## Infrastrutture e trasporti

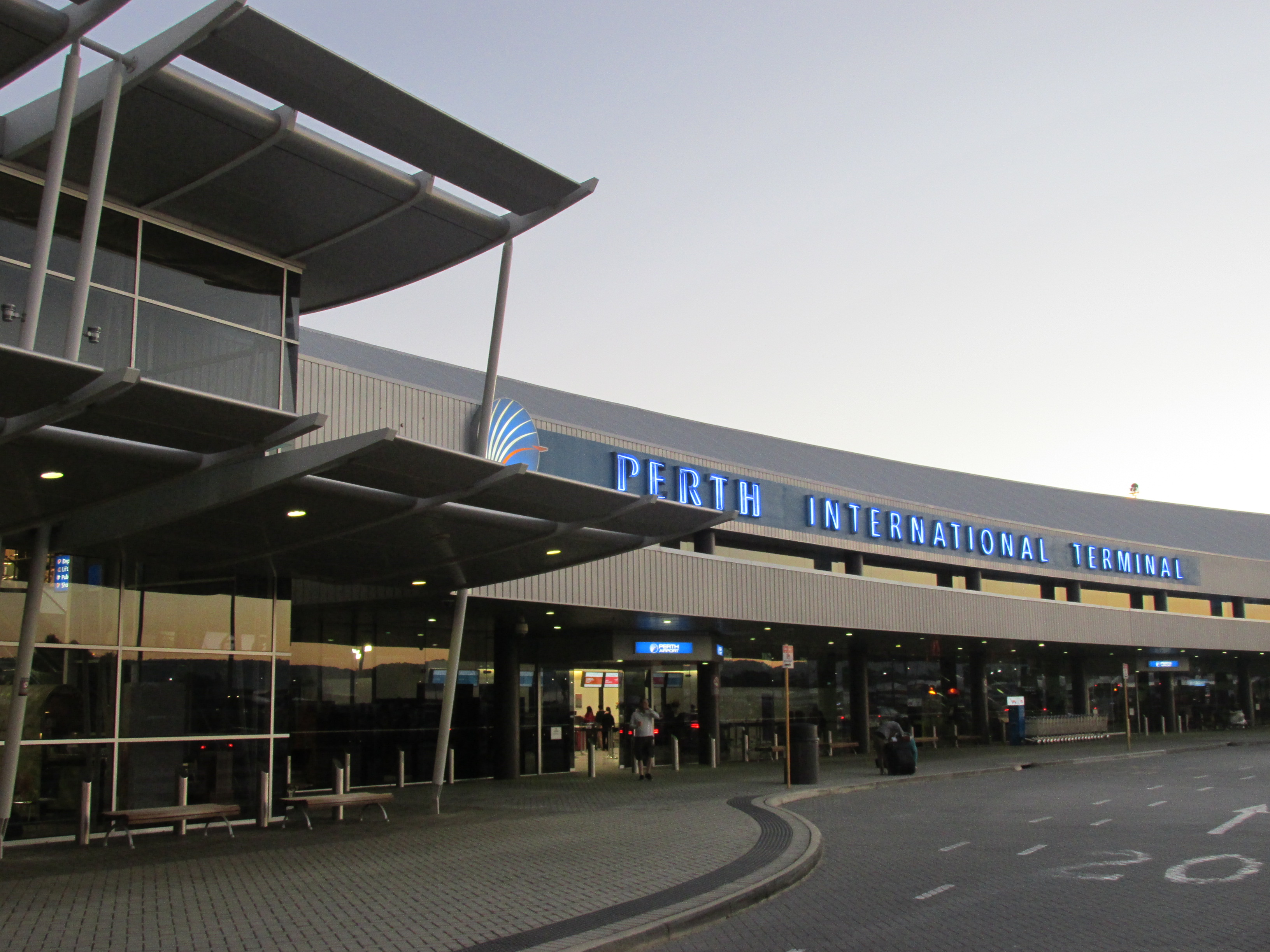
Aeroporto di Perth

La città è servita dal locale aeroporto.
La rete metropolitana di Perth, la quale include treni di superficie, autobus, traghetti e ferrovie, è fornita dalla Transperth che collega la città alle zone limitrofe. Ci sono 70 stazioni ferroviarie e 15 stazioni degli autobus in città.
Nel centro della città l'utilizzo dei mezzi pubblici è gratuito e un efficiente sistema di autobus segue la direttiva est-ovest. Il maggior porto passeggeri e containers si trova a Fremantle, 19 km a sud-ovest di Perth, sulla foce del fiume Swan.

## Cultura

### Istruzione

#### Università
Perth è sede di quattro istituti universitari pubblici e uno privato aperti anche a studenti internazionali. Le università pubbliche sono la Curtin University of Technology, la University of Western Australia, la Murdoch University e la Edith Cowan University. L'università privata è la University of Notre Dame (Perth), istituto che ha lo stesso nome di un'università americana nello Stato dell'Indiana.

#### Biblioteche
Tra le biblioteche della città, vanno citate la City of Perth Library, ospitata in un edificio dall'andamento a spirale realizzato nel 2015, e la State Library of Western Australia.

#### Musei
La gran parte dei musei di Perth è dedicata alla storia della città e dell'Australia Occidentale. Tra questi ci sono il Museum of Perth, fondato nel 2015, il Berndt Museum of Anthropology, che non si sofferma solo sugli aborigeni australiani ma anche su popoli della Melanesia e del Sud-est asiatico, il Railway Museum, che ospita vagoni e locomotive che riguardano tutta la storia delle ferrovie in Australia. L'organizzazione del Western Australian Museum comprende diverse strutture museali, tra cui il Boola Bardip (cioè "molte storie" in noongar), che nel 2020 ha aperto una nuova sede, che ospita collezioni di antropologia, archeologia, zoologia, scienze della Terra, astronomia e di storia del mare e delle imbarcazioni. L'Art Gallery of Western Australia è conosciuta per la sua collezione d'arte aborigena, mentre lo Scitech è un museo interattivo scientifico che ospita anche il planetario più grande d'Australia.

### Media

#### Stampa
I principali giornali della città di Perth sono il The West Australian e il Sunday Times.

## Sport
Lo sport più popolare a Perth è il football australiano, con i West Coast Eagles e il Fremantle Football Club che militano nell'Australian Football League. Altre squadre di altri sport sono, tra le altre, il Perth Glory di calcio, i Western Force di rugby a 15, i Perth Wildcats di pallacanestro, i Perth Scorchers di cricket e i Western Warriors sempre di cricket che rappresentano lo stato dell'Australia Occidentale nel torneo dello Sheffield Shield.

## Società

### Evoluzione demografica
L'area metropolitana di Perth conta circa 2 milioni di abitanti (luglio 2022), che la rendono la quarta città dell'Australia. Rispetto all'ultimo censimento del 2011, la Greater Perth ha visto un incremento della popolazione di 358.700 persone, pari al 19,6%. L’ultimo censimento della popolazione si tenne nel 2021.

## Amministrazione

### Gemellaggi
Perth è gemellata con:
- Kagoshima;
- Rodi;
- Vasto, dal 1989[4];
- Lucca.